# セオドア・リチャーズ
セオドア・ウィリアム・リチャーズ（Theodore William Richards, 1868年1月31日 - 1928年4月2日）は、アメリカ合衆国の物理化学者。アメリカ人初のノーベル化学賞受賞者である。原子番号の大きな原子の原子量を正確に求めたことで知られる。

## 生涯
ペンシルベニア州ジャーマンタウン出身。父のウィリアム・リチャーズは風景画家、母のアンナ・ニー・マトラックは詩人である。幼少期にフランスとイギリスをめぐり、カレッジ入学前は主に母親から教育を受けた。ある夏、ロードアイランド州ニューポートでハーバード大学の教授 Josiah Parsons Cooke と出会い、小型の望遠鏡で土星の環を見せてもらった。数年後、リチャーズは Cooke の研究室で学ぶことになった。
1878年から2年間、リチャーズ一家はヨーロッパ、主にイングランドで過ごし、そこでセオドアは科学への関心を育んでいった。一家がアメリカに戻ると、彼は1883年に14歳でハバフォード大学に入学し、1885年に学士号 (Bachelor of Science) を取得した。その後ハーバード大学に進み、1886年に学士号 (Bachelor of Arts) を取得し、大学院に進んだ。
1888年、化学の Ph.D. を取得。学位論文の研究テーマは水素に対する酸素の相対原子量の測定である。博士課程指導教官は Josiah Parsons Cooke だった。その後1年間、ドイツに留学してヴィクトル・マイヤーに師事した。帰国後はハーバードで助手、講師、助教授を務め、1901年に教授となった。1903年にはハーバードの化学部の学部長となり、1912年には新たに創設されたウォルコット・ギブズ記念研究所の所長となった。
1896年、結婚。娘を1人、息子を2人もうけた。その娘が結婚したのが化学者の James Bryant Conant である。なお、息子は2人とも自殺した。
リチャーズは美術と音楽を趣味としていた。余暇にはスケッチ、ゴルフ、ヨットを楽しんだ。1928年4月2日、マサチューセッツ州ケンブリッジで死去。ある子孫の言によれば、リチャーズは慢性の呼吸障害とうつ病に苦しんでいたという。

## 研究

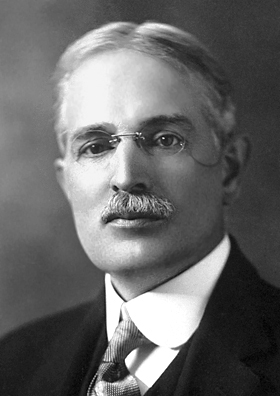
セオドア・リチャーズ(1914)

リチャーズの研究の半分は原子量に関するもので、大学院生時代の1886年から始まった。1886年に酸素と銅の原子量の決定に関する研究を行い、1912年には比濁計を発明している。Forbes (1932) によれば、リチャーズとその学生たちは55の元素の原子量を決定した。リチャーズは原子量決定に際して犯しやすい間違いとして、ある種の塩に気体を吸収する傾向があることおよび沈殿に際して異質な溶質も含む傾向があることを明らかにした。Emsley はリチャーズの注意深さの例として、ツリウムの原子量測定のためにツリウムの臭素酸塩を15000回も再結晶化させたことを挙げている。
リチャーズは、元素の質量が単一ではないことを化学分析で初めて示した。彼は、自然に産した鉛と放射線崩壊によって生み出された鉛の分析を依頼された。その結果、両者は原子量が異なることが明らかとなり、同位体という概念を支持する証拠となった。
この功績によって1914年にノーベル化学賞を受賞している。
リチャーズの原子量測定は当時としては重要な業績だったが、その後の測定精度の向上によって塗り替えられている。現代の科学者は質量分析計などの電子機器を使い、質量と同位体の存在度の両方を測定できる。それらの情報から平均原子量を計算でき、リチャーズの測定値と比較できる。現代の測定法はリチャーズのころよりも精度が高く素早く測定できるが、コストは安くなっているとは限らない。
リチャーズの他の研究としては、原子の圧縮率、溶解熱と中和熱、アマルガムの電気化学的特性などがある。その低温における電気化学的ポテンシャルの研究は、他者の成果と共にヴァルター・ネルンストの熱力学第三法則の基盤となったが、同時にリチャーズとネルンストの白熱した議論もそれらの成果につながっている。
リチャーズは比濁計のほかに断熱熱量計も発明した。それらはストロンチウムの原子量測定のために考案したものである。

## 受賞と栄誉

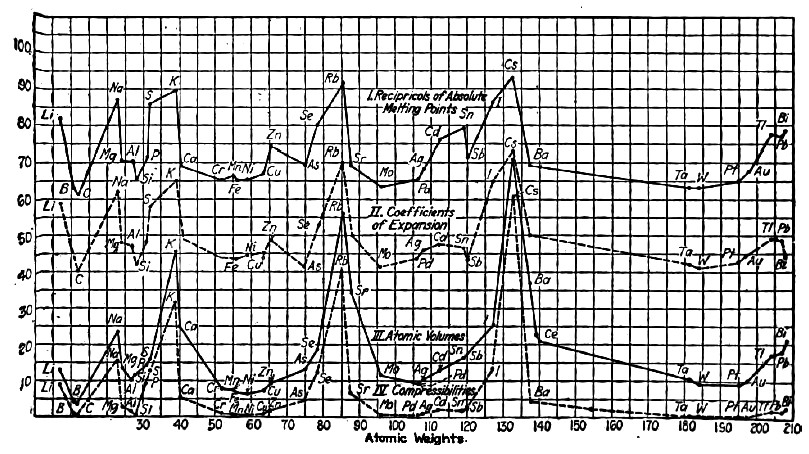
リチャーズが作成した周期的性質についてのグラフ

- Lowell Lectures (1908)
- デービーメダル (1910)
- Faraday Medal (1911)
- ウィラード・ギブズ賞 (1912)
- アメリカ化学会会長 (1914)
- ノーベル化学賞 (1914)
- フランクリン・メダル (1916)
- アメリカ科学振興協会会長 (1917)
- アメリカ芸術科学アカデミー会長 (1919 – 1921)
- ラヴォアジエ・メダル (1922)
- Le Blanc Medal (1922)
- Theodore Richards Medal (1932) 死後に授与

## 主な著作
- Richards, Theodore W. (1915). “Concerning the Compressibilities of the Elements, and Their Relations to Other Properties”. Journal of the American Chemical Society (American Chemical Society) 37 (7):  1643 – 1656. doi:10.1021/ja02172a001.
- Richards, Theodore W.; Forbes, George Shannon (1906). “Energy Changes Involved in the Dilution of Zinc and Cadmium Amalgams”. Carnegie Institution Report (Carnegie Institution of Washington):  1 – 68.
- Richards, Theodore W. (1913). The Scientific Work of Morris Loeb. Harvard University Press